# La menor
La menor (també Lam en la notació europea i Am en la notació americana) és la tonalitat que té l'escala menor natural a partir de la nota la; així està constituïda per les notes la, si, do, re, mi, fa i sol. La seva armadura no conté cap alteració, ni sostinguts, ni bemolls; en el cas de les escales menors melòdica i harmònica les alteracions addicionals s'afegeixen al costat de les notes i no a l'armadura. El seu relatiu major és la tonalitat de do major, i la tonalitat homònima és la major.
Johann Joachim Quantz considerava que tant la menor com do menor eren les dues tonalitats menors que millor expressaven "l'efecte de la tristor".(Vegeu també: www.xtec/ecala/la/menor.cat)

## Exemples de composicions en la menor

### Composicions clàssiques
- Per a Elisa - Ludwig van Beethoven
- Concert per a violí en la menor - Johann Sebastian Bach
- Sonata per a piano núm. 8, K. 310 - Wolfgang Amadeus Mozart
- Concert per a piano, Op. 54 - Robert Schumann
- Concert per a piano, Op. 16 - Edvard Grieg
- Capritx per a violí núm. 24 - Niccolo Paganini
- Variacions sobre un tema de Paganini, Op. 35 - Johannes Brahms
- Rapsòdia sobre un tema de Paganini - Serguei Rakhmàninov
- Quartet de corda núm. 15 - Ludwig Van Beethoven
- Simfonia "Escocesa" - Felix Mendelssohn
- Simfonia núm. 6 - Gustav Mahler

### Cançons
- Bailamos - Enrique Iglesias
- Can't Get You Out of My Head - Kylie Minogue
- Devil's Party - INXS
- Mr. Jones - Counting Crows
- Save Tonight - Eagle-Eye Cherry
- Don't Tell Me - Madonna
- Holding Out For A Hero - Bonnie Tyler
- Here Comes The Rain Again - Eurythmics
- Losing My Religion - R.E.M.
- Love Is the Drug - Roxy Music
- Smooth Criminal - Michael Jackson
- Money, Money, Money - ABBA (també en si bemoll menor)
- Another Sad Love Song - Toni Braxton (també en si bemoll menor)
- Who's Crying Now - Journey
- Wrapped Around Your Finger - The Police
- Stairway to Heaven - Led Zeppelin
- Tribute - Tenacious D